# Aristide
Aristide, figlio di Lisimaco, detto "il Giusto" (in greco antico: Ἀριστείδης?, Aristèides, in latino Aristides; Atene, 530 a.C. circa – Atene, 462 a.C. circa), è stato un politico e militare ateniese, celebre avversario di Temistocle.

## Biografia
Aristide contribuì fortemente al rovesciamento della tirannide di Ippia nel 510 a.C.
Fu uno dei dieci strateghi che, pur comandando un esercito inferiore di numero, vinse in maniera esemplare le armate della Persia guidate dal re Dario I nella battaglia di Maratona del 490 a.C.
Fu arconte nel 489 e nel 488 a.C. e nel 482 a.C. fu ostracizzato da Atene poiché si era opposto alla "Legge navale" proposta da Temistocle, il suo rivale in politica, che destinava il ricavato delle miniere d'argento di Laurion per la costruzione di navi da guerra. Aristide non era contrario alla creazione di una flotta (sarà infatti il prosecutore di questa linea politico militare dopo la caduta di Temistocle), ma al sistema di finanziamento scelto. Egli era dell'opinione che le rendite delle miniere andassero distribuite ai cittadini. Temistocle dimostrò che, se le rendite fossero state divise fra tutti i cittadini, sarebbero divenute ben poca cosa, mentre la creazione di una flotta avrebbe portato benessere e nuovi affari per tutti.
Plutarco, nelle Vite parallele, riferisce di una disavventura relativa alla condanna che coinvolse Aristide in prima persona: un ateniese si rivolse a lui per scrivere sull'ostrakon (il pezzo di coccio usato per segnalare gli indesiderati) perché l'uomo era analfabeta; Aristide chiese il nome da scrivere, e il suo interlocutore fece il suo nome; Aristide, resosi conto di non essere stato riconosciuto, chiese perché volesse condannarlo all'ostracismo; questi rispose che non aveva un vero motivo, ma era solo stanco di sentir nominare Aristide "il Giusto"; al che, Aristide scrisse il suo nome e non fece commenti.
Graziato dall'amnistia indetta alla vigilia della minaccia persiana contro la Grecia nel 480 a.C. guidata dal re Serse, partecipò nel settembre dello stesso anno alla battaglia di Salamina, durante la quale i Persiani furono clamorosamente sconfitti e cacciati dall'Attica.

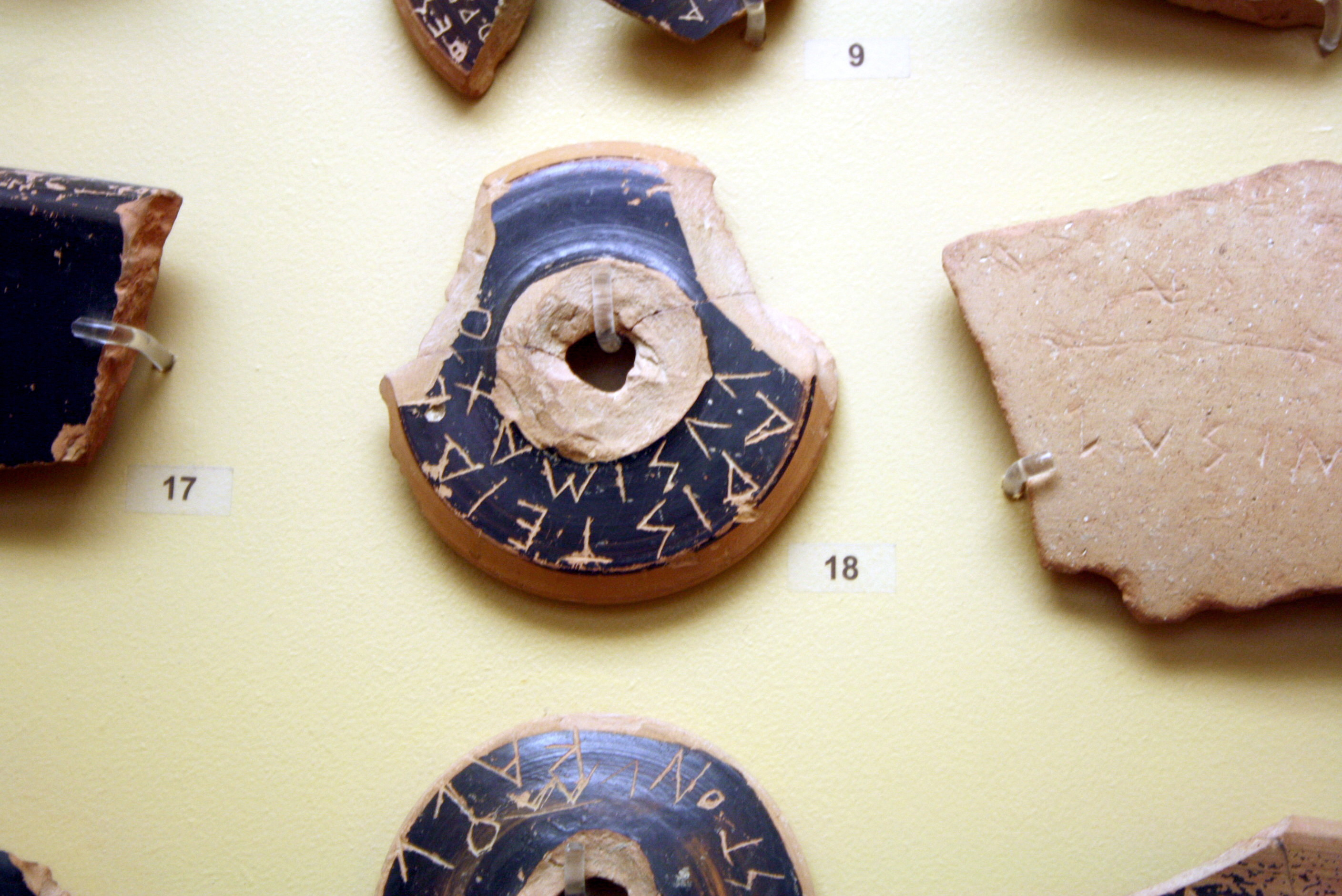
Ostrakon con inciso il nome di Aristide.

Nel 479 a.C. guidò per l'ennesima volta alla vittoria l'esercito ateniese contro i Persiani nella battaglia di Platea. L'anno seguente svolse un ruolo dominante nella formazione della confederazione di città-stato greche conosciuta come lega delio-attica: ormai famoso in tutta Atene e non solo per la sua probità e la sua rettitudine, da cui il suo soprannome "il giusto", fu incaricato di assicurare e raccogliere il contributo che ogni città facente parte della lega doveva versare ogni anno alla cassa federale. Sebbene avesse amministrato il tesoro della lega per molti anni, morì talmente povero che lo Stato fu costretto a pagargli il funerale.